# Naifaru
Naifaru – wyspa na Malediwach; stolica atolu Lhaviyani; według danych szacunkowych na rok 2014 liczyła 3868 mieszkańców. Ośrodek turystyczny.